# エセン・ハーン
エセン・ハーン（モンゴル語: Эсэн тайш хаан、Esen taishi khan、1407年 - 1454年）は、オイラトの首長で、清朝皇帝以前の非チンギス・カン裔としては唯一ハーンに即位したモンゴル貴族（モンゴル帝国第29代（北元としては第15代）ハーン）。はじめエセン・タイシと称し、漢文史料では也先と表記される。
オイラトの最大版図を築き、1449年には明に侵攻して土木堡（現在の河北省張家口市懐来県）の地で明軍を破って皇帝・英宗正統帝を捕虜とした（土木の変）が、ハーンを称したことで部下の反乱によって滅ぼされた。

## 生涯

### 生い立ち
エセンは、オイラトの首長トゴン（脱歓）の子である。オイラトは13世紀以来モンゴル高原の西部に盤踞し、チンギス・カンの子孫と代々通婚関係を結んだモンゴル高原の有力部族で、15世紀に北元が衰えると急速に成長した。
当時のモンゴル高原ではチンギス統原理により、チンギス・カンの男系子孫でない者はハーンとなることができなかったので、トゴンは1430年代に明の保護下にあったチンギス・カンの末裔トクトア・ブハ（脱脱不花）を自領に迎え入れてハーンに立て、自らはタイシを称した。
1434年、トクトア・ブハとトゴン・タイシは、東モンゴルの有力者アルクタイをオルドスに破り、モンゴル高原の大半を支配下に置いた。
トゴン・タイシ存命中のエセンの活動はほとんど史料に見られず、明らかではない。
1439年、トゴン・タイシが死ぬと、エセンは父の「タイシ」の称号を継承し、引き続きトクトア・ブハをハーンに立てた。

### 土木の変まで

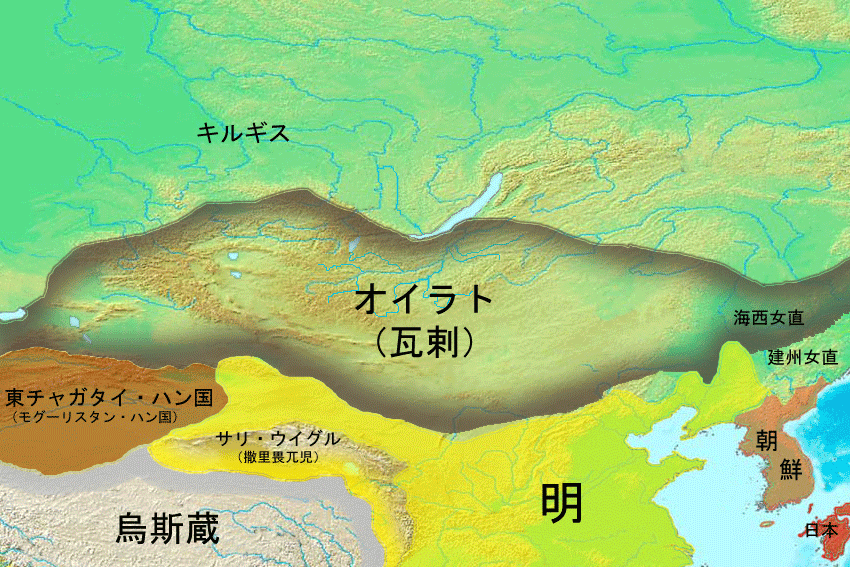
エセン・ハーン時のオイラトの版図

1440年と1445年、エセンはゴビ砂漠とタクラマカン砂漠の間のシルクロード上にあるオアシス都市、ハミへ2度の遠征を行った。これによりエセンの勢力は中央アジア方面に広がり、東トルキスタンを支配する東チャガタイ・ハン国（モグーリスタン・ハン国）やカザフ草原のウズベクとも戦ったと伝えられている。
また1446年には、エセンの軍はモンゴル高原東部の興安嶺方面に進出し、同地位のモンゴル系集団ウリヤンハイ三衛を服属させ、さらに興安嶺を越えて女直、朝鮮にまで勢力を伸ばした。
明帝国との間では、エセンは父の時代以来の友好関係を保ち、朝貢使節を盛んに派遣した。これは、交易を主要な収入源とする遊牧国家の存立のためには朝貢貿易による中国物産の入手がオイラトにとって必要不可欠だったからであった。
一方、明帝国の側から見ればオイラトへの朝貢によってモンゴル高原の諸勢力を個々に手なずけて勢力の分断と均衡をはかり、また朝貢に対する恩賞の名目で与える金品によって平和を購う意図があった。
しかし、オイラトの勢力がますます強大化すると、明が密かに考えていたモンゴル高原の分断政策は無効となり、またオイラトの支配を嫌う部族が南下して明領に入り込むようになって、明の対モンゴル政策は危機に瀕した。さらに、皇帝から与えられる金品の量は朝貢使節の人数に応じることを利用し、オイラトは朝貢使節を明から指示された人数を大幅に越えて送り込むようになった。1448年にはオイラトは、トゴン時代の数十倍にあたる3598人を送ると明に通告した。
明ははじめ、オイラトを懐柔する政策を維持するために、規定を超過する朝貢使節を受け入れ、数多くの恩賞を与えたが、大量の使節の入朝は明にとって過大な負担となった。また、使節の実数を調べたところオイラト側の通告よりも大幅に少なく、恩賞を多く受け取ろうとしていることがわかったため、1448年の入朝を機に寛大な態度を改め、恩賞の額を切り下げた。
オイラトのエセンの側にとっては、恩賞として与えられる中国の物産は、急速に膨張したオイラト勢力の統一を保つために不可欠だったので、明の政策転換はとうてい受け入れられるものではなかった。また、明側の交渉者はエセンの息子と明の皇女を婚姻させるといった約束をしていたにもかかわらず、こうした約束の存在を関知していなかった明の朝廷はこれを否認したため、エセンの怒りを買ったという。

### 土木の変

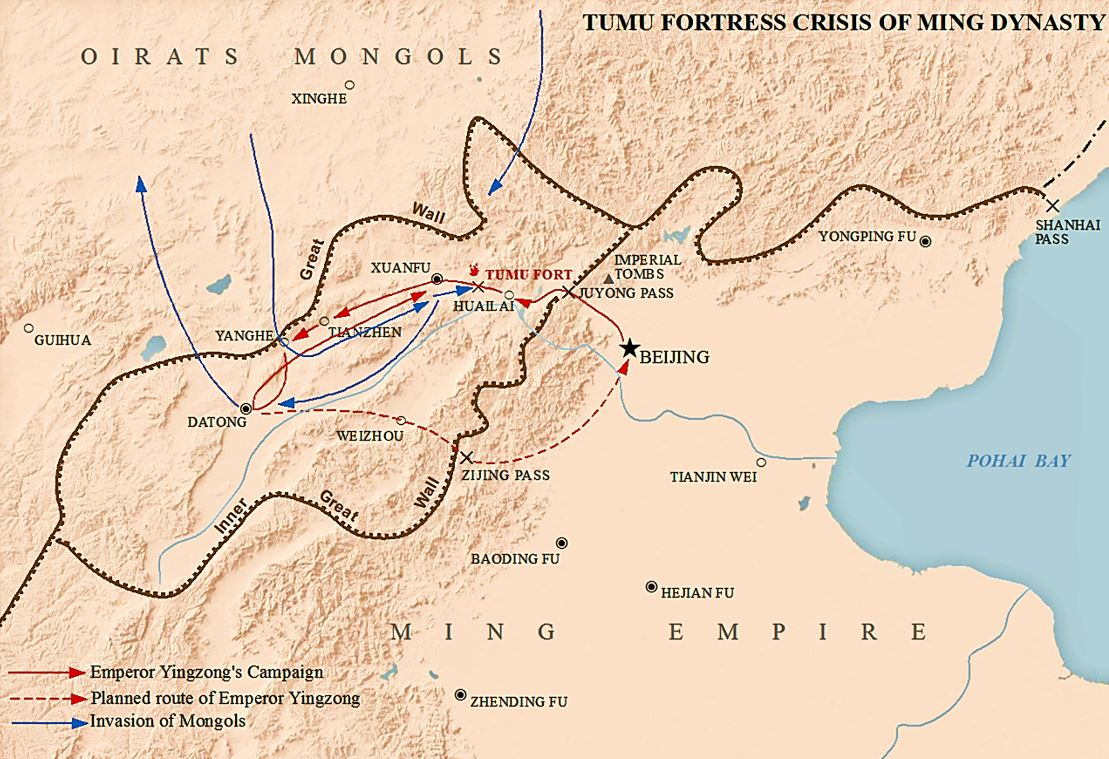
明軍とオイラート軍の進路

1449年、エセンは貿易の復活と侮辱に対する報復を果たすため、トクトア・ブハ・ハーンと協同して明へと侵攻した。
7月、オイラト軍は陝西・山西・遼東の三方面から攻め込んだ。トクトア・ブハ・ハーンは東から南下し、エセンは中央の軍を率いて山西に侵攻、8月に大同（現在の山西省大同市）に兵を進めた。
これに対して、若く血気盛んであった明の正統帝は、側近の王振の「出撃すべし！」との進言を受け入れて自ら山西へ親征を行った。8月初頭、北京を出撃した号数50万人（実数は号数より少ないと推定される）の皇帝軍は同月末に大同に到着したが、このときすでに大同はエセン軍に襲われた後で、2万人規模のオイラト軍は掠奪を終えて引き上げていた。
大同は北方を長城によって護られた国境内の都市であったので、オイラト軍はこれまでの侵攻のように主に国境地帯を襲撃するだけだと思い込んでいた明軍は見込みを外され、オイラトの攻撃を避けて大同から北京に戻ることにした。しかし悪天候で大軍の行軍がはかどらないうちに明軍の撤退を察知したオイラトの騎兵部隊は4日にわたって長城を越えて明軍の背後を繰り返し襲い、9月4日には宣府（現在の河北省張家口市宣化区）にいた明の殿軍を破った。ようやく宣府の東方近くにある土木堡に達していた明軍は、ここで2万のオイラト軍に包囲された。
9月5日、明軍は数十万人と言われる戦死者を出し、兵士だけでなく従軍の大官たちを含め、正統帝自身を除いたほとんどが全滅した。
明の正統帝はオイラト軍に捕縛されて、宣府の近くにいたエセンの幕営に連行された。エセンは正統帝の身代金を明朝に要求したが、従軍して全滅した大官たちにかわって政府の主導権を握った兵部尚書于謙は、身代金の支払を拒絶した。これは、彼が皇帝の命よりも国家の運命が重要と考え、また身代金を支払えばオイラト軍の士気を高め、明軍の士気を落とすと判断したからである。
そして于謙は正統帝の弟の朱祁鈺を次の明朝の皇帝に立て、景泰帝として即位させた。あてがはずれたエセンは、再び明に侵攻して北京を包囲した。北京の人々はエセンの攻撃に脅えたが、于謙の手腕を信じ、その指揮下に入った。于謙は北京の城壁の守りを固めて、オイラト騎兵の矢による攻撃を封じただけでなく、わざと城門を開いて城内に入り込んだオイラト兵の退路を断って殺したり、エセンの義弟を殺したりして、オイラトの戦意をくじく策をとった。エセンは5日間の北京の包囲の末に兵を引き上げ、ついには身代金の要求を諦めた。
1450年秋、エセンは正統帝を無条件で明に送り返した。オイラトの経済は朝貢貿易に依存していたため、エセンはなんとしてでも明との和議を結んで朝貢貿易を再開したかった。正統帝の身代金問題の長期化は、オイラトにおけるエセンの求心力・統治力を脅かす恐れがあったからである。
明・オイラト間の貿易関係は「土木の変」の間も続いていたが、事態が進展するにつれ、エセンは明朝間の貿易再開を受け入れざるを得なかった。
オイラトの経済は明との朝貢貿易で支えられている以上、エセン側が明の正統帝を害することは不可能であった。また、オイラトのエセン軍は長期戦の準備をしていなかったため、城攻めを十分に出来ない、というエセンの弱みもあった。結局、このオイラトと明との戦いはエセンの考えていることを良く見通していた于謙達の作戦勝ちとなった。エセンは戦闘では完勝したが、政治・駆け引きでは自己の影響力を低下させ明に敗北した。

### ハーン即位から没落まで
正統帝の身代金問題によりエセンの外交的地位は弱まり、エセン打倒を目指す内紛がモンゴル高原の各地で起こった。1451年には、モンゴル高原ではエセンとその名目上の主君であるトクトア・ブハ・ハーンとの間の紛争に発展した。紛争の理由は、トクトア・ブハがエセンの姉が産んだ男子をハーン位の後継者である太子にせず、別の妻が産んだ子を太子に立てたためと伝えられている。1452年初頭、トクトア・ブハは兵を上げてエセンを倒そうとしたがエセン軍の逆襲にあい、殺された。
エセンはトクトア・ブハの打倒と、明との交易再開によって、かつての地位の安定を回復した。
添元元年8月10日（1453年9月12日）、エセンは自らハーンに即位し、「大元天盛大可汗」と称した。明はエセンのハーン即位に困惑したが、「オイラトのハーン」として彼の立場を認めた。しかし、このハーン即位の決定はモンゴルだけでなくオイラトその他まで含め、モンゴル高原の人々の間に多くの反発を招いた。エセンは母方でこそチンギス・カンの血を引いているものの、チンギスの男系子孫ではなく、そのハーン即位は13世紀以来のチンギス統原理に反していた。また、諸部族によってハーンに相応しい者としてクリルタイ（大集会）で選出されたわけでもなかった。
即位翌年の添元2年（1454年）、オイラトの内部でエセンに対する反乱が起こり、オイラトの有力者アラク・テムル（阿剌知院）に敗れたエセンは、逃亡の途中に殺された。モンゴルの年代記によれば、アラクは、エセンのハーン即位以前の称号であり、ハーンの第一の臣下を意味する「タイシ」の称号を与えられることをエセンに願ったが拒否されたため、これを怨んで反乱を起こしたという。
エセンの死後、オイラトはモンゴルをもはや支配できず、数年のうちに分裂してしまった。

## 子孫
『明実録』にはエセンの息子が複数いたことが記されており、その中でも著名なのが楚王ホルフダスン、オシュ・テムル太師、ウマサンジャ王らであった。
楚王ホルフダスンはエセンの「長子」であり、オシュ・テムルとエセンの後継者の座を巡って争ったが破れた。
オシュ・テムルはエセンの後を継いで「タイシ（太師）」を称し、モーリハイ王やオロチュ少師といった人物と争った。
ウマサンジャ王はモグーリスタン・ハン国のヴァイス・ハーンの娘を娶り、イブラヒム王、イルヤース王という息子を得ていた。この2名は後にウマサンジャ王と仲違いして南下し、メクリン部及びヨンシエブ部の族長となっている。
娘のセチェク妃子はハルグチュク・タイジ（トクトア・ブハの弟のアクバルジ晋王の子）と結婚、ボルフ（孛羅忽）晋王（バヤン・モンケ）の母となり、バヤン・モンケがシキル太后と結婚後に儲けたモンゴル中興の祖と称されるバトゥ・モンケ（ダヤン・ハーン）の祖母となった。
また、ダヤン・ハーンの三男のバルス・ボラトの長男のグン・ビリク・メルゲン晋王はエセン・ハーンの孫のイブラヒム王の娘であるアルムジャ・ハトンを妻の一人としており、その間にはアムダラ・ダルハン・ノヤン（1531年 - 1586年）とオンガラハン・イェルデン・ノヤン（1533年 - 1575年）の二子が生まれている。
アムダラ・ダルハン・ノヤンとオンガラハン・イェルデン・ノヤンにはそれぞれ息子が三人がいる。

## オイラト・チョロース首領の家系
- ゴーハイ太尉（Γooqai dayu）
  - バトラ丞相/順寧王マフムード（Batula čingsang／順寧王馬哈木 Maḥmūd）
    - トゴン太師（Toγon Tayisi／太師順寧王脱歓 Toγon）
      - エセン太師/エセン・ハーン（Esen Qaγan／太師淮王中書右丞相也先 Esen）
        - 楚王ホルフダスン（楚王火児忽答孫）
        - オシュ・テムル太師（Öštömöi dar-xan noon／瓦剌太師阿失帖木児 Öštemür）
          - ケシク・オロク（Kešiq öröq／瓦剌虜酋克失 Kešiq）

        - ウマサンジャ王（Umasanǰa ong／兀麻拾王）
          - イブラヒム太師

      - 大同王アバボルギ（Ababorgi Daitong／大同王阿巴把児乞）
      - 賽罕王